# Западная Морава
Западная Морава (серб. Западна Морава / Zapadna Morava) — река в центральной Сербии. Длина — 308 км, площадь водосборного бассейна — 15 849 км².

## Течение
Река образуется при слиянии рек Детина и Моравица, восточнее сербского города Пожега. Возле города Кралево в Западную Мораву впадает река Ибар. Севернее города Крушевац Западная Морава при слиянии с Южной Моравой образуют Велика-Мораву.

## Экономика
Среди сербских рек с названием Морава, долина западной Моравы самая развитая в экономическом плане. Река не судоходна, но используется для орошения, для запаса воды было создано озеро Парменац. Благодаря которому в регионе распространены пашни и фруктовые сады. Также на реке стоит гидроэлектростанция Овчар Баня для выработки электроэнергии.
Долина реки также богата лесами и минералами. Здесь добывают каменный уголь, магний, хром.